# Bacopa bracteolata
Bacopa bracteolata là một loài thực vật có hoa trong họ Mã đề. Loài này được Standl. mô tả khoa học đầu tiên năm 1928.